# .tk
.tk — в Інтернеті, національний домен верхнього рівня (ccTLD) для Токелау.
Домени в зоні .tk виділяються (поки що) безкоштовно.
Метою створення домену .tk є підвищення сприйняття Токелау у світі, а також встановлення стосунків з компаніями, які можуть забезпечити зв'язок, освіту і медичну допомогу цьому регіону і безпосередньо фінансувати острови Токелау.
Доменна зона .tk до 26 липня 2010 року активно використовувалася для створення в промислових масштабах сайтів, призначених виключно для продажу посилань через біржі посилань для заробітку в мережі Інтернет. З вказаної дати, у Російській частині інтернету, зважаючи на посилення правил прийому сайтів до ведучої біржі посилань СНД — Sape.ru, очікується значне зниження кількості реєстрацій в доменній зоні .tk і, відповідно, збільшення відсотка якісних інтернет-ресурсів.
На третій квартал 2020 року на ньому було зареєстровано 27.5 млн імен. Він є другим доменом верхнього рівня за кількістю зареєстрованих доменних імен і першим серед національних.